# Jacques Coutrot
Jacques Coutrot (* 10. April 1898 in Paris; † 17. September 1965 in Mormant) war ein französischer Fechter.

## Erfolge
Jacques Coutrot erreichte bei den Olympischen Spielen 1924 in Paris mit der Florett-Mannschaft ungeschlagen die Finalrunde, in der die französische Equipe ebenfalls beide Partien gewann und vor Belgien und Ungarn den ersten Platz belegte. Gemeinsam mit Philippe Cattiau, Joseph Peroteaux, Roger Ducret, Lucien Gaudin, Henri Jobier, André Labatut und Guy de Luget wurde er somit Olympiasieger. In der Einzelkonkurrenz verpasste er als Vierter knapp einen weiteren Medaillengewinn. Bei seiner zweiten Olympiateilnahme 1936 in Berlin gehörte er wiederum zur Florett-Equipe, mit der er ebenfalls in die Finalrunde einzog. Hinter Italien gewann er mit René Bondoux, René Bougnol, André Gardère, Édward Gardère und René Lemoine die Silbermedaille. Bei Weltmeisterschaften sicherte er sich im Mannschaftswettbewerb 1930 in Lüttich Silber mit der Florett-Mannschaft, ehe er in diesem Turnier fortan mit dem Degen antrat. Bis 1937 gewann er dreimal Silber mit der Mannschaft und belegte 1937 auch im Einzel den zweiten Rang. 1951 in Stockholm wurde er schließlich Mannschaftsweltmeister. Mit dem Florett wurde er 1926 französischer Meister sowie 1939 mit dem Degen.
Nach seiner aktiven Karriere war Coutrot als Sportfunktionär tätig. Von 1949 bis 1952 war er Präsident der Fédération Internationale d’Escrime.